# クリーチャーズ
株式会社クリーチャーズ（英: Creatures Inc.）は、東京都千代田区に本社を置く、ゲームソフトやカードゲーム、コンピュータグラフィックス、デジタルアニメーション、玩具、書籍等の企画・開発会社。

## 概要
石原恒和がエイプを退社したのちに設立されたゲーム会社。
『ポケットモンスター（ポケモン）』関係の開発にかかわる企業の一社であり、原作である『ポケットモンスター 赤・緑』の時からゲームソフト開発に関与している。そのため、コンピュータゲーム版『ポケットモンスター』シリーズの著作権を発売元の任天堂株式会社、開発元の株式会社ゲームフリークと共に3社で共有しており、この3社で後にシリーズのライセンス管理を手掛けることとなる株式会社ポケモンを立ち上げている。
ポケモン関係以外には、NINTENDO 64やニンテンドー ゲームキューブ、Wiiなどで発売される、3Dゲーム化されたポケモンキャラクターの3Dモデリング制作や、トレーディングカードゲーム『ポケモンカードゲーム』シリーズの企画・開発と、『カードe』の企画・開発も行なっている。また、NHKの『みんなのうた』のアニメーション制作、絵本『ポケモンえほん』シリーズの執筆であったり、多方面に向けて活動している。
2022年10月24日、千代田区九段会館テラスにオフィスを移転した。

## 製品

### カードゲーム
- ポケットモンスターカードゲーム（現・ポケモンカードゲーム）（1996年10月20日 - 、トレーディングカード）
- ポケモンカードe（2001年12月1日 - ）

### 玩具
- ピカチュウたんけんたい 木のぼりゲーム（トミーが発売したボードゲーム）
- プラコロシリーズ（バンダイが発売したサイコロ型玩具）
- ばかぶーん。（2002年3月）
- ポケモンバトルパッチン（2005年4月15日 - ）
- ポケモンクルッパ!（2006年7月14日 - ）
- ポケモンバトルチェス BWバージョン（2011年12月26日）
- ポケモンバトルチェス（2012年5月18日）
- ポケモンバトルチェスW（2012年12月28日）
- ポケモン図鑑ゲーム ポケマニア?（2013年7月13日）

### ゲームソフトウェア
| タイトル                                                    | 発売日           | プラットフォーム                   | 共同開発                               | 備考                                                           |
| ----------------------------------------------------------- | ---------------- | ---------------------------------- | -------------------------------------- | -------------------------------------------------------------- |
| ピクロス2                                                   | 1996年10月19日   | ゲームボーイ                       | ジュピター                             |                                                                |
| ミニ四駆GB Let's&Go!!                                       | 1997年5月23日    | ゲームボーイ                       | ジュピター                             |                                                                |
| ポケモンスタジアム                                          | 1998年8月1日     | NINTENDO 64                        | 任天堂                                 | ポケモンキャラクターのモデリング制作の一部及び品質管理を担当。 |
| ピカチュウげんきでちゅう                                    | 1998年12月12日   | NINTENDO 64                        | アンブレラ                             | ポケモンキャラクターのモデリング制作を担当。                   |
| ポケモンカードGB                                            | 1998年12月18日   | ゲームボーイカラー                 | ハドソン                               | 企画及びゲームデザイン、カードデザインを担当                   |
| ニンテンドウオールスター!大乱闘スマッシュブラザーズ         | 1999年1月21日    | NINTENDO64                         | ハル研究所                             | キャラクターのモデリング制作を担当。                           |
| ポケモンスナップ                                            | 1999年3月21日    | NINTENDO64                         | ハル研究所                             |                                                                |
| ポケモンスタジアム2                                         | 1999年4月30日    | NINTENDO64                         | 任天堂                                 | ポケモンキャラクターのモデリング制作の一部及び品質管理を担当。 |
| MOTHER3 豚王の最期                                          | 開発中止         | NINTENDO64                         | ハル研究所                             | キャラクターのモデリング制作を担当。                           |
| 風来のシレン2 鬼襲来!シレン城!                              | 2000年9月27日    | NINTENDO64                         | チュンソフト、クピド・フェア、アバン   | キャラクターのモデリング制作に協力。                           |
| ちっちゃいエイリアン                                        | 2001年2月27日    | ゲームボーイカラー                 |                                        |                                                                |
| ポケモンカードGB2 GR団参上!                                 | 2001年3月28日    | ゲームボーイカラー                 | ハドソン                               | 企画及びゲームデザイン、カードデザインを担当。                 |
| 大乱闘スマッシュブラザーズDX                                | 2001年11月21日   | ニンテンドー ゲームキューブ        | ハル研究所                             | キャラクターのモデリング制作を担当。                           |
| カードeリーダー                                             | 2001年12月1日    | ゲームボーイアドバンス専用周辺機器 | 任天堂、オリンパス光学工業、ハル研究所 | 企画部分を担当。                                               |
| ポケモンチャンネル 〜ピカチュウといっしょ!〜                | 2003年7月18日    | ニンテンドーゲームキューブ         | アンブレラ                             | ポケモンキャラクターのモデリング制作を担当。                   |
| ポケモンコロシアム                                          | 2003年11月21日   | ニンテンドーゲームキューブ         | ジニアス・ソノリティ                   | ポケモンキャラクターのモデリング制作を担当。                   |
| のののパズルちゃいリアン                                    | 2005年6月16日    | ゲームボーイアドバンス             |                                        |                                                                |
| DSつり大会                                                  | 2005年7月1日配信 | ニンテンドーDS配信コンテンツ       |                                        |                                                                |
| ポケモンXD 闇の旋風ダーク・ルギア                           | 2005年8月4日     | ニンテンドーゲームキューブ         | ジニアス・ソノリティ                   | ポケモンキャラクターのモデリング制作を担当。                   |
| ポケモンレンジャー                                          | 2006年3月23日    | ニンテンドーDS                     | ハル研究所                             |                                                                |
| プロジェクトハッカー 覚醒                                   | 2006年7月13日    | ニンテンドーDS                     | レッド・エンタテインメント             |                                                                |
| ポケモンバトルレボリューション                              | 2006年12月14日   | Wii                                | ジニアス・ソノリティ                   | ポケモンキャラクターのモデリング制作を担当。                   |
| ポケモンレンジャー バトナージ                               | 2008年3月20日    | ニンテンドーDS                     |                                        |                                                                |
| くるくるアクション くるパチ6                                | 2009年4月1日     | ニンテンドーDSiウェア              |                                        |                                                                |
| ポケパークWii 〜ピカチュウの大冒険〜                        | 2009年12月05日   | Wii                                |                                        |                                                                |
| ポケモンレンジャー 光の軌跡                                 | 2010年3月6日     | ニンテンドーDS                     |                                        |                                                                |
| ポケモン立体図鑑BW                                          | 2011年6月17日    | ニンテンドー3DS                    |                                        |                                                                |
| ポケパーク2 〜Beyond the World〜                            | 2011年11月12日   | Wii                                |                                        |                                                                |
| ポケモンARサーチャー                                        | 2012年6月23日    | ニンテンドー3DS                    |                                        |                                                                |
| ポケモン全国図鑑Pro                                         | 2012年7月14日    | ニンテンドー3DS                    |                                        |                                                                |
| ポケットモンスター X・Y                                     | 2013年10月12日   | ニンテンドー3DS                    |                                        |                                                                |
| ポケモンバトルトローゼ                                      | 2014年3月12日    | ニンテンドー3DS                    |                                        |                                                                |
| ポケットモンスター オメガルビー・アルファサファイア         | 2014年11月21日   | ニンテンドー3DS                    |                                        |                                                                |
| ポケとる                                                    | 2015年2月18日    | ニンテンドー3DS                    |                                        |                                                                |
| ポケモンピクロス                                            | 2015年12月2日    | ニンテンドー3DS                    |                                        |                                                                |
| 名探偵ピカチュウ 〜新コンビ誕生〜                           | 2016年2月3日     | ニンテンドー3DS                    |                                        |                                                                |
| ポッ拳 POKKÉN TOURNAMENT                                    | 2016年3月18日    | Wii U                              |                                        | ポケモン3DCGの提供                                             |
| ポッ拳 POKKÉN TOURNAMENT DX                                 | 2017年9月22日    | Nintendo Switch                    |                                        | ポケモン3DCGの提供                                             |
| ポケットモンスター サン・ムーン                             | 2018年11月18日   | ニンテンドー3DS                    |                                        |                                                                |
| 名探偵ピカチュウ                                            | 2018年3月23日    | ニンテンドー3DS                    |                                        |                                                                |
| ポケットモンスター Let's Go! ピカチュウ・Let's Go! イーブイ | 2018年11月16日   | Nintendo Switch                    |                                        | ポケモン3DCGの提供                                             |
| ポケットモンスター ソード・シールド                         | 2019年11月15日   | Nintendo Switch                    |                                        | ポケモン3DCGの提供                                             |
| Pokémon LEGENDS アルセウス                                  | 2022年1月28日    | Nintendo Switch                    |                                        | ポケモン3DCGの提供                                             |

### 携帯電話用アプリケーション
- お城引越しセンター
- 10CC小学校あすなろ
- うぐいす鳴いてる
- ポケモン言えTAP?（iTunes App Store: 2011年7月15日〜9月30日、Android Market: 2011年8月11日〜10月28日）
- ポケモン図鑑 for iOS（2012年11月16日〜2015年11月30日）
- aDanza（2014年7月18日〜2018年7月18日）
- おどる？ポケモンおんがくたい（2015年6月30日〜2015年9月30日）
- ポケモンコマスター
- Pokémon GO（2016年7月22日 ※日本リリース）
- Pokémon Trading Card Game Pocket（2024年10月30日）

### ゲーム筐体
- ポケモントレッタ（2012年7月）
- ポケモンガオーレ（2016年7月）

### アニメーション
| タイトル                                          | 公開（初回放送）日 | 備考                               |
| ------------------------------------------------- | ------------------ | ---------------------------------- |
| 劇場版ポケットモンスター 幻のポケモン ルギア爆誕  | 1999年7月17日公開  | デジタルアニメーション制作を担当。 |
| NHKみんなのうた「恋のスベスベマンジュウガニ」     | 2003年8月          |                                    |
| NHKみんなのうた「とのさまガエル」                 | 2004年4月          |                                    |
| NHKみんなのうた「レレの青い空」                   | 2005年6月          |                                    |
| NHKみんなのうた「クロ」                           | 2005年12月         |                                    |
| NHKおかあさんといっしょ「風に吹かれてきたあの子」 | 2006年1月          |                                    |
| NHKみんなのうた「これってホメことば?」            | 2006年8月          |                                    |
| NHKおかあさんといっしょ「ゆめのかけら」           | 2008年1月          |                                    |
| ポケットモンスター ベストウイッシュ               | 2010年9月23日      |                                    |
| NHKおかあさんといっしょ「ふらふらさばく」         | 2012年4月          |                                    |
| NHKおかあさんといっしょ「夏のサンタさん」         | 2012年12月         |                                    |
| ポケモンゲームショー スペシャルムービー           | 2013年8月17日      |                                    |
| NHKみんなのうた「ねこの兵士がゆく」               | 2016年4月          |                                    |
| NHKみんなのうた「Can you see? I'm SUSHI」         | 2018年6月          |                                    |

### 書籍
- ポケモンえほんシリーズ（1997年6月13日 - ）
- AC mook 恋のスベスベマンジュウガニ NHKみんなのうた（2003年10月）
- ポケモンだいすきえほんシリーズ（2005年9月 - ）
- ポケモンカードゲーム イラストコレクション（2014年12月13日） - 企画、編集、執筆、デザイン
- ポケモンカードゲーム アートコレクション（2016年9月16日） - 企画、編集、執筆、デザイン